# Kiki Elamè
Kiki Elamè  de son nom complet Christian Thomas Elamè Moukoko est un entrepreneur et acteur culturel camerounais. C'est le directeur du Bali Arts Market.

## Carrière
De retour Cameroun après des années d'absence, Kiki Elamè  crée l'espace culturel ouvert sur la rue: chez Kiki. Un lieu de rencontre des artistes et acteurs culturels de Douala. Dans cet espace, une association musicale camerounaise commence à professionnaliser le secteur des arts du spectacle et à promouvoir des performances sur le territoire national et à l’extérieur.

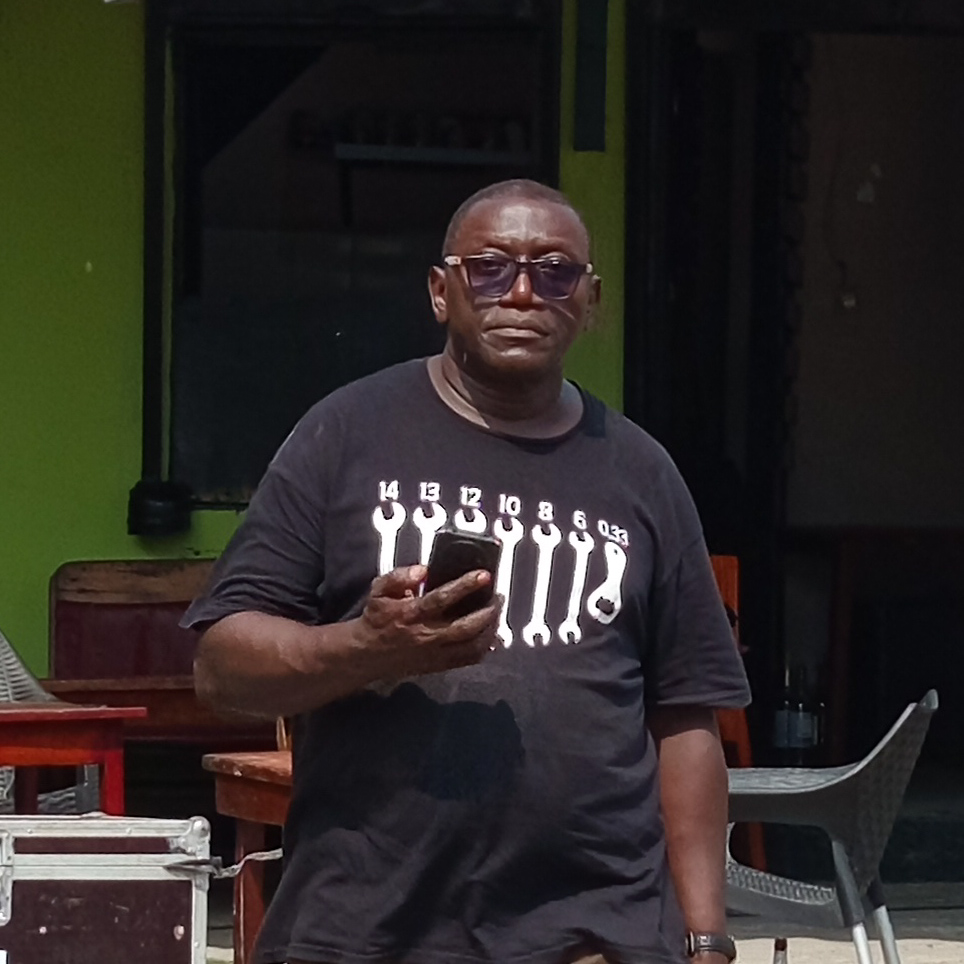
Kiki Elame au Balama 2024

Dans le même espace, Kiki Elamè et ses compères, s'attèlent à la formation, en proposant des cours de musique urbaine et patrimoniale (guitare, piano, percussions...), de chants, d’entrepreneuriat, de management culturel et bien d'autres. Véritable structure culturelle, elle agit aussi dans le management (évents planning, direction technique et artistique, management d’artistes), le Booking d’artistes, la création et la diffusion des spectacles (mise en scène, chorégraphie, scénographie). Kiki Elamè propose aussi la location d’équipement de sonorisation complet, d'équipement de DJ, instruments de musique, lumières de scène, studios d’enregistrement et de répétition.
En mars 2019, après les rencontres et la master class organisées à Douala, le Rocher de Palmer accueille en décembre 2019, Kiki Elamè avec DJ Vex et Blick Bassy, ainsi que quelques acteurs culturels de la ville camerounaise. Son espace Chez Kiki accueille beaucoup d'évènement divers, comme cette sortie de résidence de la danseuse et chorégraphe Agathe Djokam en 2021. Dès 2022, il est membre du réseau culturel camerounais.

## Prix et récompenses
- 2018: Slap d'or[8].